# Bonifacio de Echegaray Corta

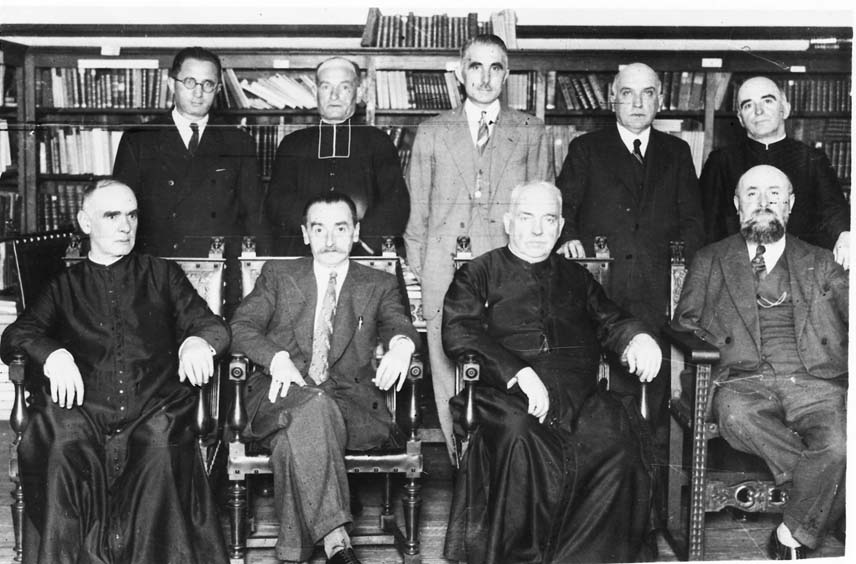
Reunió el 1927 à l'Euskaltzaindia Haut: Orixe, Jean Elizalde, Seber Altube, Julio Urkixo et Erramun Olabide. Bas: Juan Bautista Eguzkitza, Bonifazio Etxegarai, Resurreccion Maria Azkue i Georges Lakonbe.

Bonifacio de Echegaray Corta (Zumaya, (Guipúscoa), 5 de juny de 1878 - Durango, (Biscaia), 24 de desembre de 1956) va ser un home de lleis i escriptor espanyol, historiador del dret foral basc i membre de l'Acadèmia de la Llengua Basca i de la Societat d'Estudis Bascos.
Fou cronista de les Províncies Basques des del 1896, i membre corresponent de la Reial Acadèmia de la Història, i de l'Acadèmia Nacional de la Història, de Veneçuela. Com a testamentari de Marcelino Menéndez Pelayo va contribuir a la formació de l'inventari dels llibres de tant il·lustre polígraf, per fer-ne entrega a l'ajuntament de Santander. A més d'haver fundat algunes revistes que es publiquen a les Vascongades, va col·laborar en diferents diaris de Madrid i províncies, i a la Geografía general del país vasco-navarro, y acabat a la Historia general de Vizcaya de Estanislao de Labayru.
Es autor de les obres següents:
- Memoria presentada á la Excma. Diputación provincial de Guipúzcoa sobre organización de Archivos (San Sebastián, 1891);
- Los vascos en el descubrimiento y la colonización de América (San Sebastián, 1892);
- Investigaciones históricas referentes a Guipúzcoa (San Sebastián, 1893);
- Las Provincias Vascongadas á fines de la Edad Media, Ensayo historico, (t. 1º. San Sebastián,1895);
- Trabajos de un Cronista (Bilbao, 1898);
- Archivos municipales de Guipúzcoa, Orden en la que han de ser arreglados y sistema definitivamente adoptado para la organización de los mismos (San Sebastián, 1898);
- Apéndice á la obra, Noticias de las cosas enumerables de Guipúzcoa de D. Pablo de Gorosábel (Tolosa, 1901);
- De mi país Miscelánea histórica y literaria (San Sebastián, 1901);
- El maíz. Conferencia acerca de la época en que se introdujo en el país vasco y la influencia que tuvo en sus costumbres (San Sebastián, 1905);
- Iztueta (El folklore basc), conferencia (San Sebastián, 1905);
- Introducción del Cristianismo en el país vasco, conferencia (San Sebastián, 1905);
- Monografía histórica de Villafranca de Guipúzcoa (en col·laboració amb Serapio Múgica Zufiria, Irún, 1908);
- La democracia cristiana y la Orden Tercera de San Francisco, discurs (Santiago de Compostel·la, 1909);
- Los Archivos municipales como fuentes de la historia de Guipúzcoa, Memoria presentada á la Excma. Diputación de la misma província (San Sebastián, 1905).
- Cuadros (1923), 210 pags;
- Derecho foral privado (1950), 110 pags;
- La vecindad: relaciones que engendra en el País Vasco, Sociedad de Estudios Vascos (1933), 73 pags;
- La voz Sicera en la "Guia del Peregrino" del "Codex Calixtinus" (1949), 12 pags;
- El proceso de La Zamacolada (1921), 63 pags;
- Aspectos jurídicos de La Zamacolada: régimen y gobierno del Puerto... (1921), 35 pags;
- La vida civil y mercantil de los vascos a través de sus... (1923), 130 pags;
- La delincuencia infantil datos estadisticos y observaciones... (1909), 121 pags;
- San Martín de la Ascensión Aguirre: recuerdo del tercer centenario... amb Lorenzo Pérez ((O.F.M.)), (1928), 84 pags;
- Significación jurídica de algunos ritos funerarios del País Vasco (1925), 65 pags;
- Policía rural en España, amb Luis Redonet i López-Dóriga (1928), 389 pags;
- Los ritos funerarios en el derecho consuetudinario de Navarra, Consejo de Estudios de Derecho Navarro (Pamplona, 1951), 49 pags;
- Cuadros por Bonifacio de Echegaray, amb Manuel Diaz de Arcaya (1900), 184 pags;
- Prólogo de Bonifacio de Echegaray, amb Luis Redonet i López Dóriga (1928), 389 pags.

Dels Diarios de Gaspar Melchor de Jovellanosn, va publicar la part relativa als viatges que va fer l'il·lustre asturià per les Províncies Basques.